# 海防八一七事件
海防八一七事件，指的是1927年， 法屬印度支那東京（今越南）海防发生的排华事件。越南人和华人冲突，当地警察不仅不加劝阻，反而命令越南人袭击华人，演变成一场排华骚乱。
1927年8月17日下午三点，法屬印度支那東京海防一名华人妇女在北宁街和一名越南妇女因挑水顺序发生口角，随后动手打架，周边一名越南人参与殴打华人妇女，引起当地华人不满，上前理论，又被殴打，随后演变成越南人和华人群殴，至五点，群殴停止，打死华人15人（各种史料说法不一），伤数十人，越南人伤者数十人。18日华人组织向政府请愿，不得要领，晚上华人商店遭越南人纵火。华人用水樽还击。骚乱持续到21日，演变成打砸抢烧事件。19日和21日，17名华侨被捕。
当时舆论认为是法国殖民政府故意转移矛盾纵容越南排华，趁机瓦解国民党在越南的组织。
虽然国民政府向法国进行了交涉，但最终不了了之。
南京国民政府通过函商、抗议、会商、派员宣慰等途径积极斡旋,但收效不大。惨案延宕多年。南京国民政府初期外交在受制于法国的窘境下,以树立政府的新形象所做的种种努力,其结局促成了侨务局的设置、侨务条例的制订及1935年《中法越南商约》的签订,不失为"革命外交"的重大成果。

## 链接
- 海防事件（一） （页面存档备份，存于）